# Fuquay-Varina
Fuquay-Varina é uma cidade  localizada no estado norte-americano de Carolina do Norte, no Condado de Wake.

## Demografia
Segundo o censo norte-americano de 2000, a sua população era de 7898 habitantes.
Em 2006, foi estimada uma população de 13.669, um aumento de 5771 (73.1%).

## Geografia
De acordo com o United States Census Bureau tem uma área de
17,8 km², dos quais 17,7 km² cobertos por terra e 0,1 km² cobertos por água. Fuquay-Varina localiza-se a aproximadamente 125 m acima do nível do mar.

## Localidades na vizinhança
O diagrama seguinte representa as localidades num raio de 24 km ao redor de Fuquay-Varina.